# Kraßnitz (Gemeinde Straßburg)
Kraßnitz ist eine Ortschaft in der Stadtgemeinde Straßburg im Bezirk St. Veit an der Glan in Kärnten. In der Ortschaft leben 14 Einwohner (Stand 1. Jänner 2025).

## Lage
Kraßnitz liegt etwa 4 Kilometer Luftlinie bzw. 6 Straßenkilometer nördlich des Gemeindehauptorts Straßburg-Stadt, auf dem Gebiet der Katastralgemeinde Straßburg Land, auf einem Höhenrücken, der sich vom Mödringbergzug zwischen Nebenbächen des Ratschachbachs – dem Kreuthgraben im Westen und dem Wildbachgraben im Osten – in Richtung Süden hinunter ins Gurktal zieht. 
Zur Ortschaft gehören die Höfe Leitgeb (Nr. 1), Grasserhube (Nr. 2), Glasshube (auch Glas; Nr. 3), der Pfarrhof (Nr. 4), die Kirche (Nr. 5), das Schulhaus (Nr. 8) und ein Wohnhaus ohne Vulgonamen (Nr. 9).

## Kultur und Sehenswürdigkeiten
- Katholische Pfarrkirche Kraßnitz hl. Martin

## Geschichte
Der Ort wird 1118 als Chrazznizze erwähnt. Auch eine St.-Martins-Kirche gab es hier bereits im 12. Jahrhundert. Der Ort verdankt sein Entstehen dem Bergbau.
Seit der Gründung der Ortsgemeinden Mitte des 19. Jahrhunderts gehört Kraßnitz zur Gemeinde Straßburg.

## Bevölkerungsentwicklung
Für die Ortschaft ermittelte man folgende Einwohnerzahlen:
- 1869: 7 Häuser, 56 Einwohner[2]
- 1880: 7 Häuser, 53 Einwohner[3]
- 1890: 7 Häuser, 45 Einwohner[4]
- 1900: 7 Häuser, 48 Einwohner[5]
- 1910: 7 Häuser, 57 Einwohner[6]
- 1923: 7 Häuser, 35 Einwohner[7]
- 1934: 38 Einwohner[8]
- 1951: 6 Häuser, 32 Einwohner[9]
- 1961: 5 Häuser, 25 Einwohner[10]
- 2001: 6 Gebäude (davon 5 mit Hauptwohnsitz) mit 6 Wohnungen; 27 Einwohner und 5 Nebenwohnsitzfälle; 6 Haushalte; 2 Arbeitsstätten, 2 land- und forstwirtschaftliche Betriebe[11]
- 2011: 5 Gebäude, 19 Einwohner, 4 Haushalte, 1 Arbeitsstätte[12]
- 2021: 6 Gebäude, 13 Einwohner, 3 Haushalte, 1 Arbeitsstätte[13]

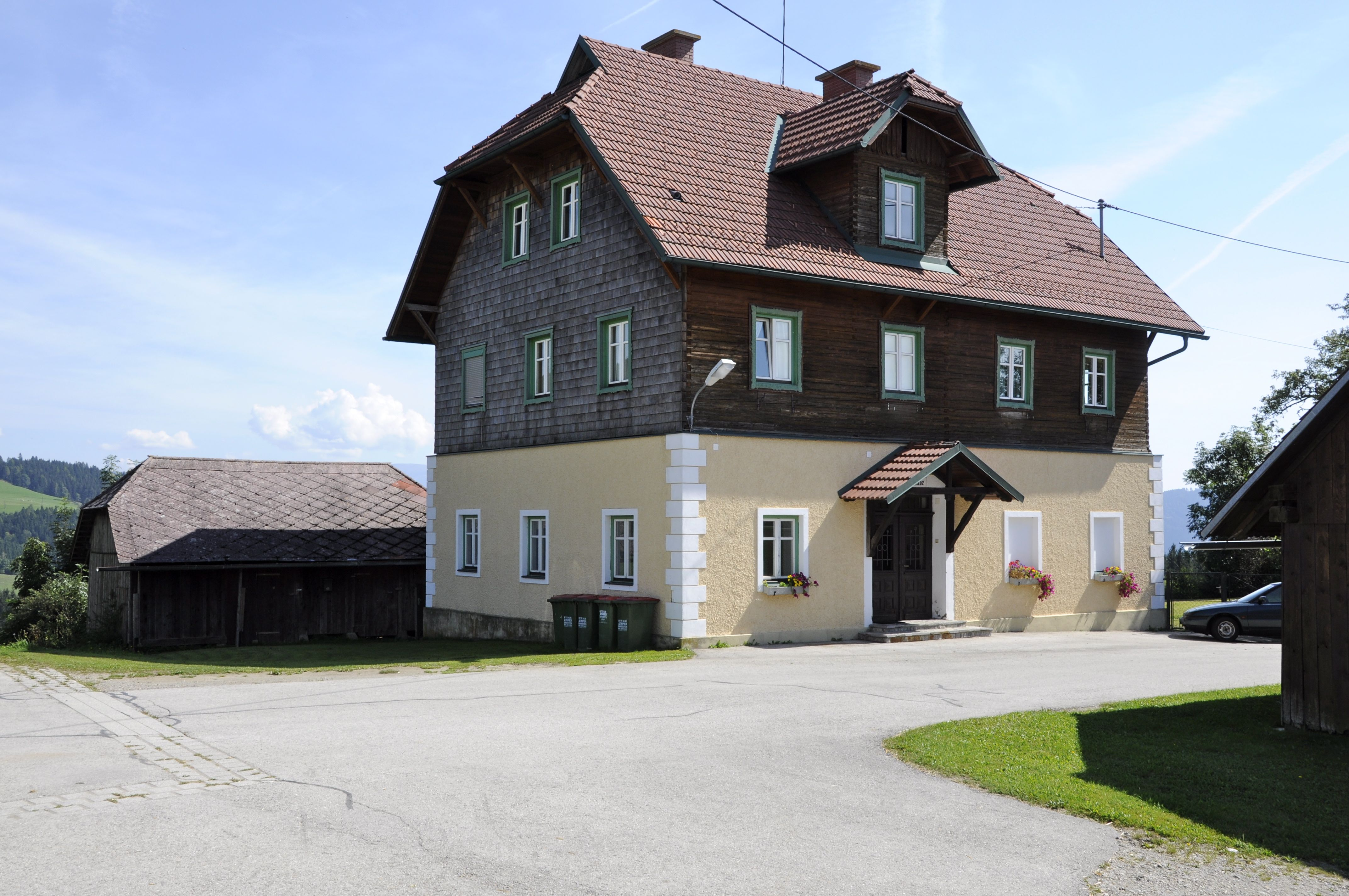
Schulhaus
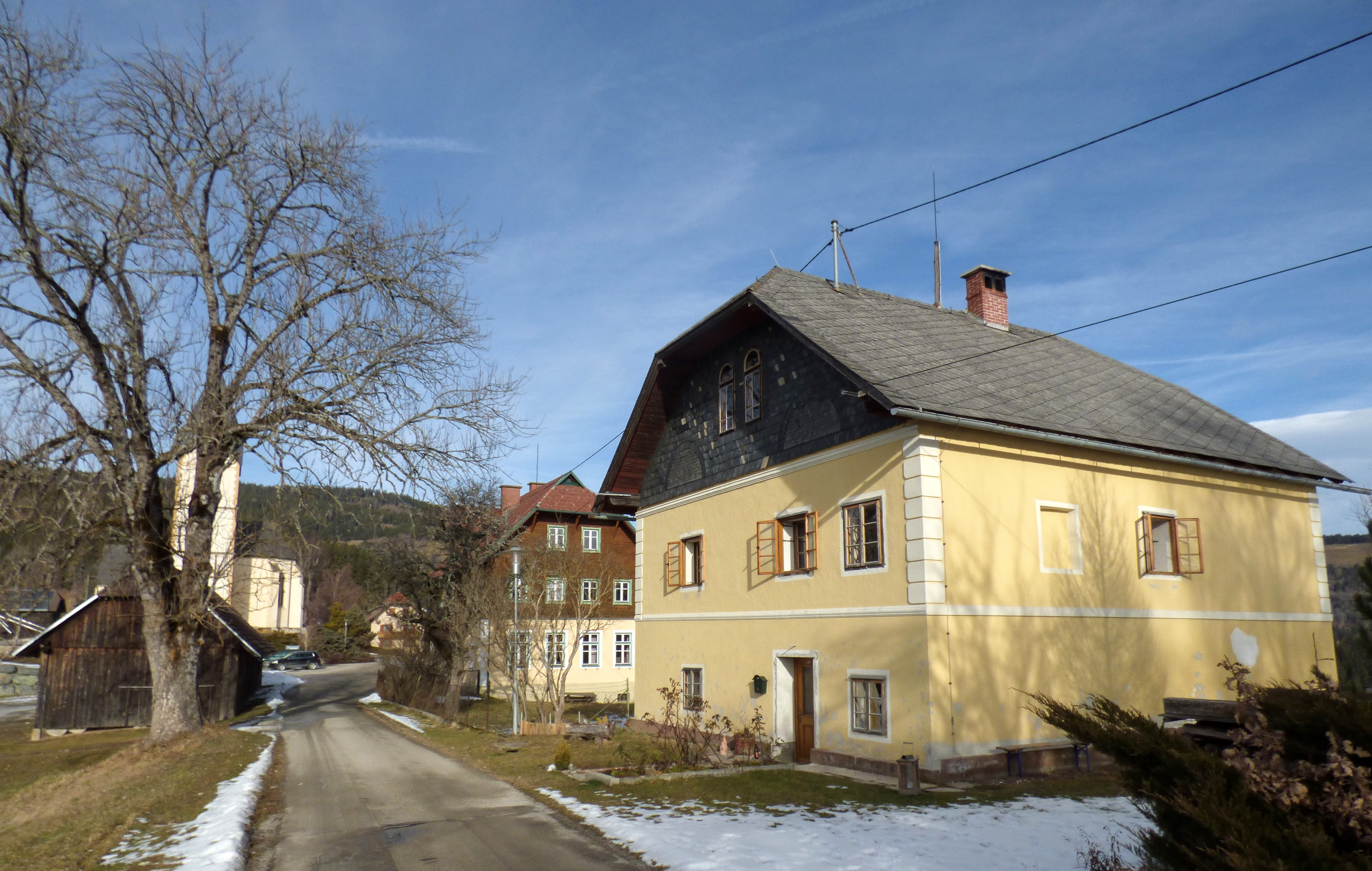
Pfarrhof
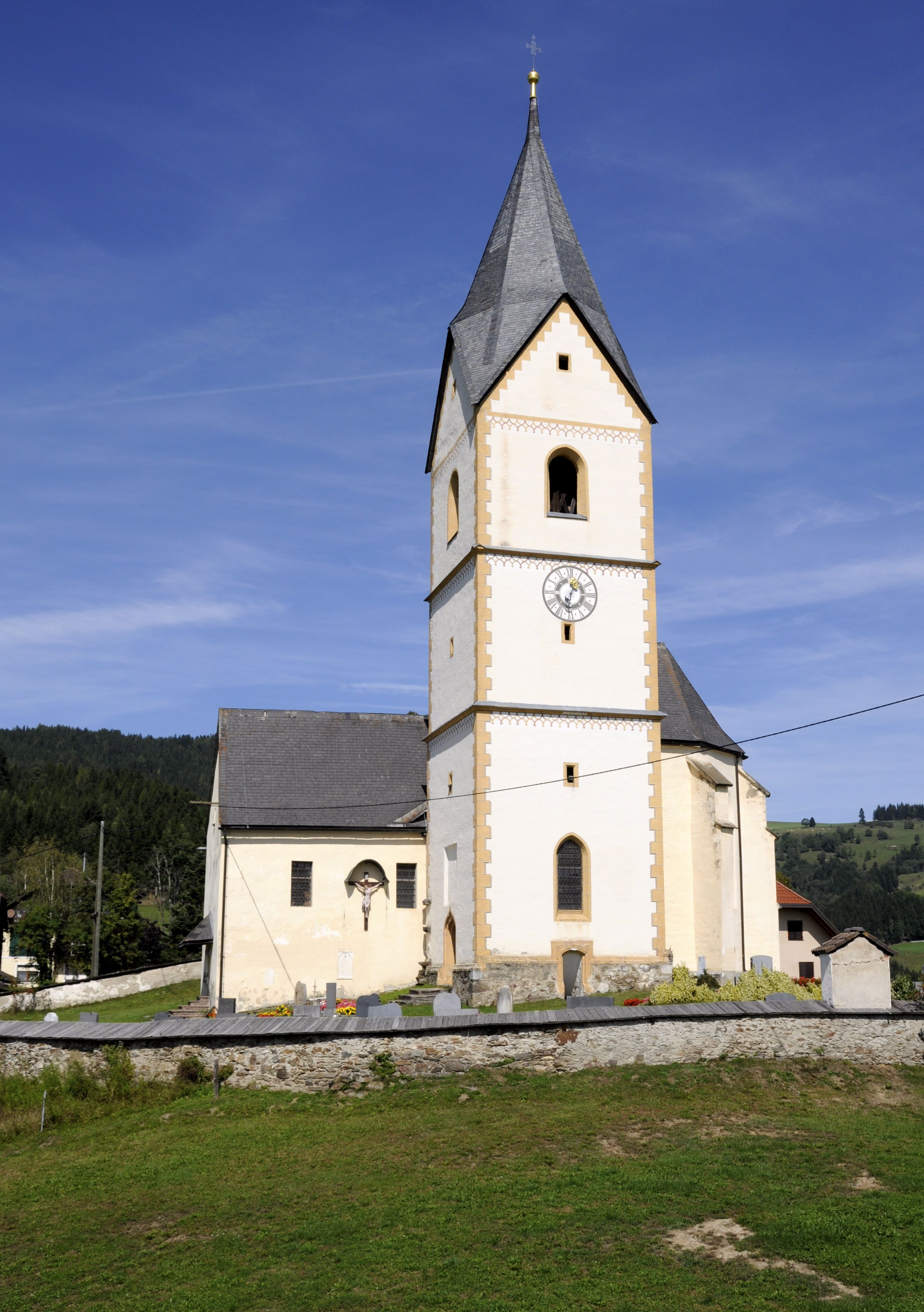
Pfarrkirche St. Martin